# 圣亚大纳削堂 (罗马)
圣亚大纳修堂（義大利語：Sant’Atanasio）是罗马的一座天主教领衔聖堂，额我略十三世时期为希腊公学（Collegio Grco）的东方礼仪天主教神职人员修建。1962年2月22日，若望二十三世将其封为领衔聖堂，作为司鐸級樞機領銜用，現任領銜司鐸樞機為Lucian Mureşan。 
聖堂的立面有两个圆顶钟楼，被分为上下两段。大窗的两面都有铭文，一面用希腊文，另一面用拉丁文，纪念亚大纳修。在其左侧有一大钟，由克勉十四世捐赠于1771年，面向希腊公学。